# Trabalho, Educação e Saúde
Trabalho, Educação e Saúde (TES) é uma revista científica brasileira publicada pela Escola Politécnica de Saúde Joaquim Venâncio (EPSJV), unidade científica da Fundação Oswaldo Cruz (Fiocruz). De acesso aberto e gratuito, foi publicada pela primeira vez em março de 2003. Criada por professores-pesquisadores da EPSJV, tem como finalidade analisar questões relevantes nos campos da Educação e da Saúde, relacionando essas práticas sociais com o mundo do trabalho, sobretudo em suas formas contemporâneas. Em julho de 2022, a revista apareceu na 19a posição, dentre as 100 principais revistas publicadas em português, em ranking do Google Scholar.
Publica artigos científicos inéditos em português, espanhol ou inglês, oriundos de pesquisas originais e artigos de revisão sobre educação e saúde sob a ótica do trabalho. O eixo estruturante da política editorial consiste na formação e qualificação profissional e no processo de trabalho na saúde. Adota a revisão por pares duplo cego. O conteúdo integral de todos os fascículos publicados está disponível online, em acesso aberto, gratuitamente. Comprometida com a ciência aberta, encoraja seus autores a depositarem artigos e dados de pesquisa em repositórios de acesso aberto confiáveis. Não cobra qualquer tipo de taxa, seja para o processamento editorial, seja para a publicação de artigo. O público principal da revista compõe-se de pesquisadores, estudantes de pós-graduação das áreas da saúde e da educação profissional, bem como gestores do Sistema Único de Saúde.

## História
Instituída como projeto técnico e político de divulgação do conhecimento e do pensamento crítico, é publicada em versão online desde a sua criação, em 2003. Até 2017, saía também em versão impressa, com periodicidade quadrimestral.

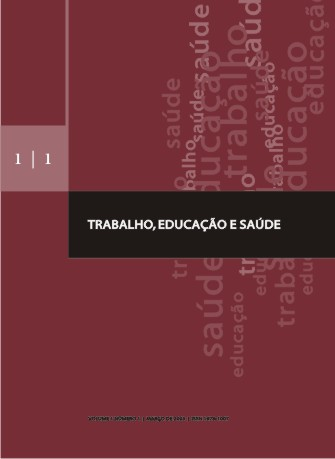
Capa do primeiro fascículo da TES (2003)

Desde janeiro de 2018, a revista deixou de publicar a versão impressa e adotou exclusivamente a versão digital em fluxo de publicação contínua. Em 2021, passou a utilizar o sistema Open Journal Systems (OJS) para gerenciamento editorial e das submissões. Entre outros indexadores, integra as plataformas digitais de revistas de acesso aberto da SciELO desde 2011; do DOAJ desde 2012; da Redalyc desde 2019; e da base LILACS desde 2008.
Integra ainda o Portal de Periódicos da Fiocruz desde a sua criação, em 2015, juntamente com outras oito revistas científicas da instituição – Cadernos de Saúde Pública; Cadernos Ibero-Americanos de Direito Sanitário; História, Ciências e Saúde – Manguinhos; Memórias do Instituto Oswaldo Cruz; Reciis; Revista de Alimentação e Cultura das Américas; Revista Fitos; Revista Visa em Debate – e o Fórum de Editores de Saúde Coletiva da Abrasco (Associação Brasileira de Saúde Coletiva).